# Benelli 500 M36 Mototriciclo
Il Benelli 500 M36 Mototriciclo è un motocarro italiano prodotto dal 1936 per le forze armate dalla ditta pesarese Benelli.

## Storia

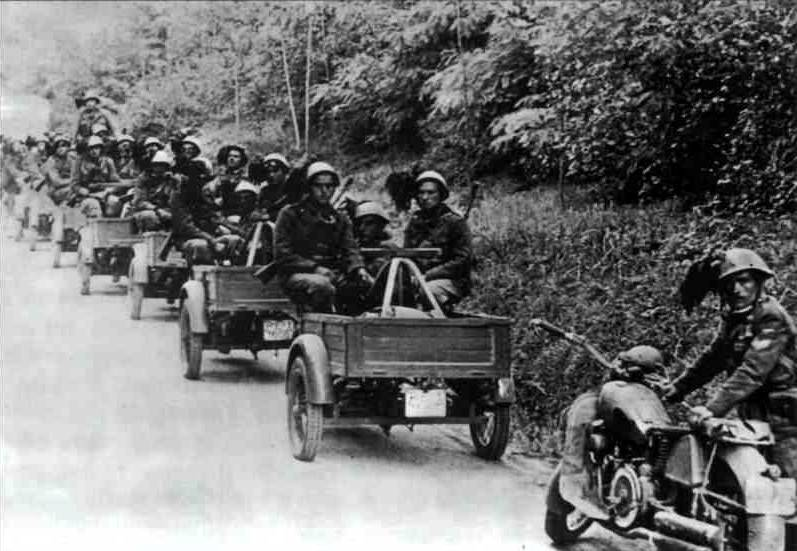
Colonna di bersaglieri su Mototricicli Benelli.

Adottata dal Regio Esercito per la motorizzazione dei reparti celeri e, soprattutto, dei bersaglieri, ebbe il battesimo del fuoco nella Guerra civile spagnola, nella quale venne impiegata anche per il traino delle mitragliere da Breda 20/65 Mod. 1935. Durante la seconda guerra mondiale fu estesamente impiegato su tutti i fronti per il trasporto di personale, per il trasporto di munizioni e vettovaglie, come centro radio mobile e per il trasporto di mitragliatrici da 8 mm su apposito treppiede. Al momento della costituzione della divisione di fanteria aviotrasportabile 80ª "La Spezia", il Mototriciclo Benelli ne costituiva l'unico mezzo motorizzato, impiegato anche per il traino dei cannoni da 47/32 Mod. 1935, fino alla sua sostituzione con il Moto Guzzi TriAlce.

## Tecnica
Il mezzo sfrutta la meccanica della motocicletta Benelli 500 VLM, con lo stesso motore monocilindrico quattro tempi a valvole laterali, da 493,6 cm³ ed erogante 13 hp a 450 giri/min. Il telaio anteriore è lo stesso della moto, monoculla, in tubolari d'acciaio, connesso al telaio posteriore a due ruote, con differenziale e trasmissione ad albero cardanico e cassoncino di legno da 400 kg. Il cambio, come richiesto dalle specifiche militari, si aziona con leva a mano a destra del serbatoio.